# Сделай громче!
«Сделай громче!» — дебютный студийный альбом группы «Louna», который вышел 20 ноября 2010 года.

## История создания
Альбом вышел на лейбле «Союз» 20 ноября 2010 года на двухдисковом диджипаке, и в этот же день состоялась автограф-сессия группы в московском музыкальном магазине «MuzzDvor» в 18.00, где все желающие приобрели коллекционное издание.
На втором диске записаны все ранее выходившие синглы, а также видеоклип на композицию «Зачем?» с дебютного сингла «Чёрный».
Презентация диска состоялась 3 декабря[прояснить] в московском клубе IKRA.
В записи альбома принимали участие вокалист Дмитрий Спирин («Тараканы!») и пианист Erwin Khachikian («Serj Tankian», ex—«System of a Down»).
В 2011 году лейбл «Союз» переиздал альбом.

## Список композиций

### Диск 1
| №   | Название                              | Текст песни  | Длительность |
| --- | ------------------------------------- | ------------ | ------------ |
| 1.  | «Мой рок-н-ролл»                      | В. Демиденко | 3:55         |
| 2.  | «Бойцовский клуб»                     | В. Демиденко | 4:30         |
| 3.  | «Бизнес»                              | В. Демиденко | 3:56         |
| 4.  | «Пока не поздно»                      | В. Демиденко | 3:03         |
| 5.  | «Сделай громче!»                      | В. Демиденко | 3:48         |
| 6.  | «Кому веришь ты?»                     | В. Демиденко | 4:34         |
| 7.  | «Свободное падение» (feat. Д. Спирин) |              | 4:17         |
| 8.  | «Вендетта»                            | В. Демиденко | 5:16         |
| 9.  | «Песня о мире»                        | В. Демиденко | 5:16         |
| 10. | «Во мне» (feat. Erwin Khachikian)     | В. Демиденко | 4:43         |

### Диск 2
| №  | Название                    | Длительность |
| -- | --------------------------- | ------------ |
| 1. | «Армагеддон»                | 4:48         |
| 2. | «Сожжённая заживо»          | 4:46         |
| 3. | «Зачем»                     | 3:24         |
| 4. | «Кризис Крайст Суперзвезда» | 5:12         |
| 5. | «Свобода»                   | 4:46         |
| 6. | «Солнце»                    | 5:26         |
| 7. | «Всё и ничто»               | 3:56         |
| 8. | «Карма мира»                | 3:25         |
| 9. | «Зачем» (видеоклип)         | 3:30         |

## Участники записи
| Louna - Лусинэ «Лу» Геворкян — вокал. - Виталий «Вит» Демиденко — бас-гитара. - Рубен «Ру» Казарьян — гитара. - Сергей «Серж» Понкратьев — гитара. - Леонид «Пилот» Кинзбурский — ударные. | Над релизом работали - Дмитрий Спирин — вокал (песня № 7). - Erwin Khachikian — пианино (песня № 10). - Максим Самосват — мастеринг. - Артем Демиденко — дизайн-оформление. - Иван Кобяков — фотограф. |